# Enllaç (informàtica)

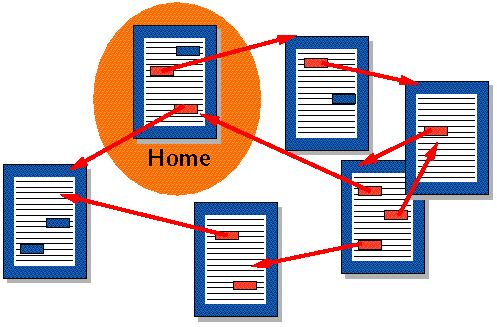
Diversos documents connectats per mitjà d'enllaços.

Un enllaç, hiperenllaç o hipervincle és un element de referència o de navegació en un document que condueix a una altra secció del mateix document o a qualsevol altre recurs. Com a tal, és similar a una citació literària. Combinat amb una xarxa de dades i un protocol d'accés adient, un ordinador pot obtenir el recurs referenciat.
Els enllaços són part dels fonaments del World Wide Web (xarxa d'abast mundial) creat per Tim Berners-Lee però no es limiten al HTML o la xarxa. Els enllaços es poden utilitzar en pràcticament qualsevol mitjà de comunicació electrònic.

## Parts
L'enllaç consta de dos extrems denominats àncores (nautilus), i una direcció.
L'enllaç comença a l'àncora origen i apunta cap a l'àncora destí. Tot i això, el terme "enllaç", sovint s'utilitza per l'àncora origen, mentre que l'àncora destí es denomina enllaç de destí (link target).
L'enllaç de destí més utilitzar a la World Wide Web pot invocar un document, per exemple una pàgina web, un altre recurs o una posició determinada dins una pàgina web. Aquest últim s'aconsegueix assignant a un element HTML l'atribut "name" o "id" en la posició concreta del document HTML. L'URL de la posició és l'URL de la pàgina amb "#atribut name" afegit.
Quan els enllaços de destí invoquen, a més a més de text, elements multimèdia (audio, vídeo, imatges, tec.), pot dir-se que estem navegant dins en un espai hipermèdia, un àmbit d'interacció humana que intensifica la densitat dels missatges, dins de la gama exhaustiva de suposats funcionals que aporta la Xarxa, com per exemple: comunicació en temps real i en temps diferit, comunicació d'una persona a una persona, de vàries a una, de una a vàries, de vàries a vàries, etc.

### Comportament dels enllaços en els navegadors web
Un navegador web normalment mostra un enllaç d'alguna manera distintiva, com per exemple un color, lletra o estil diferent. El comportament i estil dels enllaços es pot especificar utilitzant llenguatge CSS.
El punter del ratolí també pot canviar a forma de mà per indicar l'enllaç. En molts navegadors, els enllaços es mostren amb el text de color blau i subratllat quan no han sigut visitats i amb el text púrpura quan han sigut visitats. Quan l'usuari activa l'enllaç (per exemple clicant a sobre amb el ratolí) el navegador mostrarà el destí de l'enllaç. Si el destí no és un arxiu HTML, depenent del tipus d'arxiu i del navegador i els seus plugins, es pot activar un altre programa per obrir l'arxiu.
EL codi HTML conté totes les característiques principals d'un enllaç:
- Link target (URL) (destí) o (ubicació)
- Link label (etiqueta)
- Link title (títol)
- Link class or link id (classe)

Utilitza l'element "a" de HTML amb l'atribut "href" i opcionalment altres atributs com ("title", "class", "styles", "target" o "id").
Exemple: 
<a href="URL" title="títol de l'enllaç" class="classe de l'enllaç">etiqueta de l'enllaç</a>

Quan el punter se situa sobre un enllaç, depenent del navegador, es mostra un text informatiu sobre l'enllaç: 
- Un text emergent, que desapareix quan el punter es torna a moure (a vegades desapareix igualment passats uns segons). Internet Explorer i Mozilla Firefox mostren el títol, Opera mostra també l'URL.
- A més a més, l'URL pot ser mostrat a la barra d'estat.

## Tipus d'enllaços
- Enllaç de text: aquest enllaç de text és un alçament que es troba associat a un text, de manera que al fer clic sobre aquest text es carrega la pàgina on indiqui l'enllaç.
- Enllaç d'imatge: un enllaç d'imatge és un enllaç que es troba associat a una imatge, de manera que si es fa clic sobre aquella imatge es carrega la pàgina que indiqui Enllaç.
- Enllaç local o intern: un enllaç local o intern es tracta d'un vincle a una pàgina que es troba dins el mateix lloc web (lloc local).
- Enllaç extern: un enllaç extern és un vincle a altres llocs web d'internet (lloc extern). És un vincle a qualsevol altre lloc que no sigui l'actual.
- Enllaç a una direcció de correu electrònic: un enllaç a una direcció de correu electrònic és un vincle que conté una direcció de correu. Al clicar-hi, automàticament s'obre el programa de correu que tingui l'usuari instal·lat per poder escriure aquella direcció de correu.

## Formats d'enllaços
Hi ha moltes maneres de donar forma i mostrar enllaços en una pàgina web. El que distingeix els diversos formats d'enllaços és la diversitat de formes per les quals es pot accedir a ells. A la majoria d'enllaços s'accedeix mitjançant la selecció del text (clicant) o d'una interfície o element gràfic (giny), com pot ser un botó.

### Enllaç encastat
És un vincle introduït dins un altre objecte com un hipertext o una àrea calenta. Les dues últimes paraules d'aquesta frase són un exemple de vincle encastat.

### Àrea calenta
Una àrea calenta (mapa d'imatge a HTML) és una àrea invisible de la pantalla que cobreix una etiqueta de text o una imatge gràfica. Si fem una descripció tècnica d'una àrea calenta, es correspondria amb una llista de coordenades sobre una àrea específica en una pantalla, la qual és creada per tal d'enllaçar àrees de la imatge per impossibilitar la connexió a través un espai negatiu al voltant de formes irregulars, o per permetre la connexió mitjançant àrees invisibles. Per exemple, a un mapa del món es podria donar que cada forma irregular d'un estat estiguera hiperconnectada per tal de tindre més informació sobre aquell estat. Una interfície d'àrea calenta invisible i separada permet l'intercanvi d'etiquetes dins de les àrees calentes connectades, sense l'encastament repetitiu d'enllaços en els diversos elements.

### Enllaç inline
Un enllaç dins d'un text ens ofereix la possibilitat de mostrar un contingut remot sense necessitat d'encastar-lo. Es pot accedir al contingut remot quan l'usuari selecciona l'enllaç o sense necessitat de fer-ho. Els enllaços inline poden mostrar parts específiques del contingut (per exemple, una vista preliminar a baixa resolució, seccions augmentades, text de descripció, etc.) i accedeixen a unes altres parts o al ple contingut quan és requerit, com en el cas del programari d'edició. Això permet als arxius de mides més petites una resposta més ràpida als canvis quan no és necessari consultar la totalitat del contingut enllaçat, com ara quan es vol redistribuir un format de pàgina, per posar un exemple.

### Enllaç instantani
Les dades d'enllaç instantani són enllaços recuperats d'una base de dades o de contenidors variables en un programa quan la funció de recuperació prové de la interacció de l'usuari (per exemple, un menú dinàmic des d'una agenda d'adreces) o d'un procés no interactiu.

### Enllaç d'accés al maquinari
Un enllaç que accedeix al maquinari és un enllaç que s'activa directament via un aparell (p. ex. teclat, micròfon, comandament a distància) sense la necessitat d'una interfície d'usuari gràfica.